# Arlette Lebigre
Arlette Lebigre (née Arlette Martin le 25 septembre 1929 à Dieppe et morte le 8 septembre 2017 à Boulogne-Billancourt) est une historienne du droit française.

## Biographie
Arlette Lebigre a été professeur d'histoire du droit. Reçue au concours d'agrégation d'histoire du droit de 1967, elle choisit comme premier poste l'université de Brazzaville. À son retour d'Afrique elle est élue par l'université Paris-Sud. Vers la fin des années 1970, elle quitte Paris-Sud pour l'Université Clermont-Auvergne, où elle enseigne jusqu'à sa retraite.
Elle est spécialiste de l'histoire du droit et des institutions de la période moderne (XVIe siècle et XVIIe siècle). Elle a été professeur associé à l’École nationale supérieure de la police.

## Publications
- Aspect de la responsabilité pénale en Droit romain classique, PUF, 1967
- Les Grands Jours d'Auvergne, désordres et répression au XVIIe siècle, Hachette, 1976
- Histoire du droit pénal, Cujas, 1979 (en collaboration avec André Laingui)
- La Révolution des curés, Paris, 1588-1594, Albin Michel, 1980
- Pratique criminelle, Les Marmousets, 1983 (traduction en français de Praxis criminis persequendi de Jean Milles de Souvigny, Paris, 1541)
- La Princesse Palatine, Albin Michel, 1986
- La justice du roi, Albin Michel, 1988
- Les dangers de Paris au XVIIe siècle : l'assassinat de Jacques Tardieu, lieutenant criminel au Châtelet, et de sa femme, 24 août 1665, Paris, Albin Michel, coll. « Bibliothèque Albin Michel de l'histoire », 1991, 187 p. (ISBN 978-2-226-05267-4, BNF 37594374, présentation en ligne).
- La Police, une histoire sous influence, coll. « Découvertes Gallimard / Histoire » (no 168), Gallimard, 1993
- Meurtres à la cour du Roi-Soleil, Calmann-Levy, 1994
- Meurtres sous la Fronde, Perrin, 1995
- La duchesse de Longueville, Perrin, 2004
- Histoire et Dictionnaire de la police du Moyen Âge à nos jours, Robert Laffont, collection « Bouquins », 2005 (coauteur)
- L'Affaire des poisons (1679-1682), Éditions Complexe, 2006
- Moi, Barthélémy Dumont, geôlier de la Conciergerie, Perrin, 2009
- Les années d'épreuves de madame Guyon, Honoré Champion, 2009